# Koń hanowerski

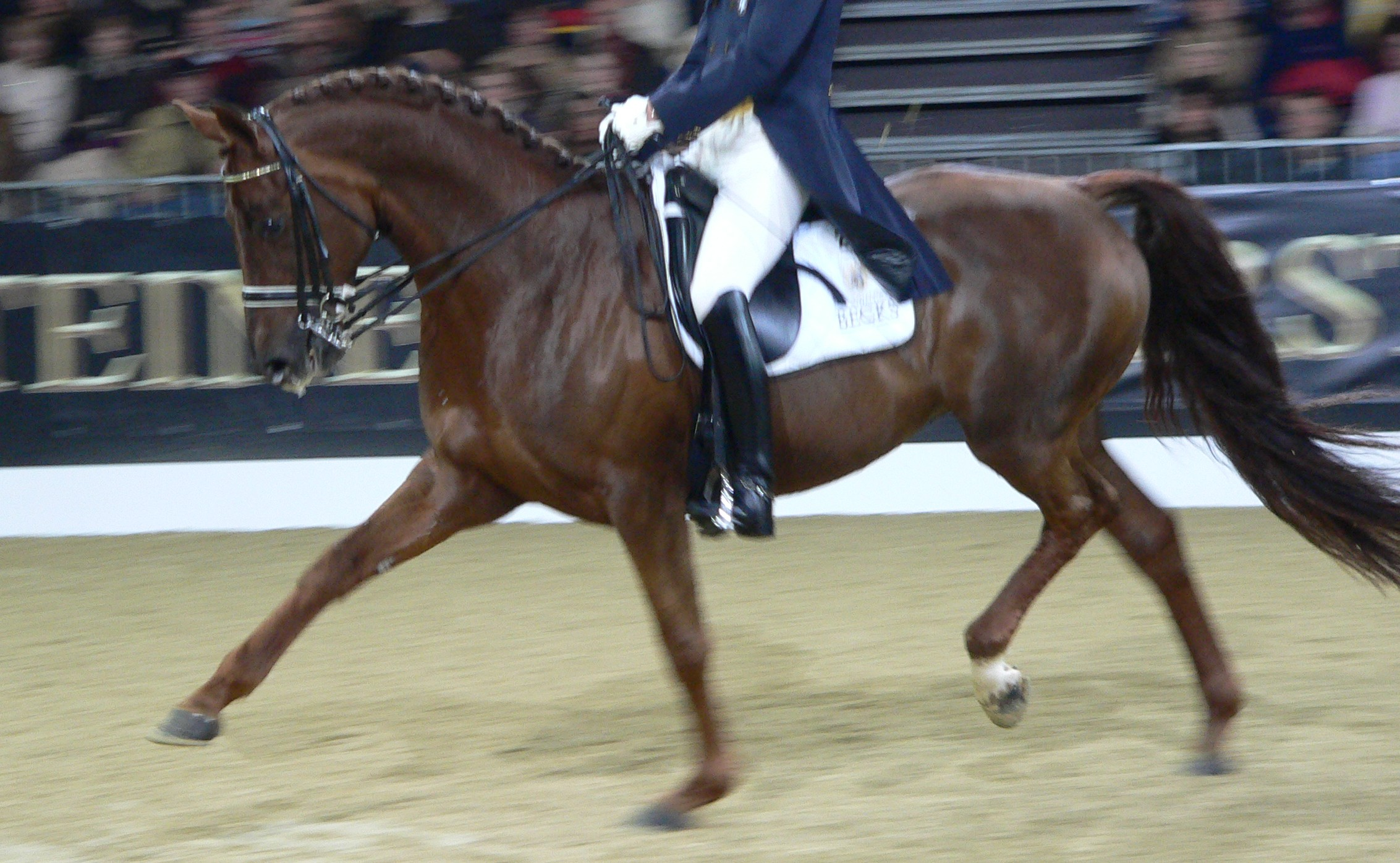
Kasztanowaty ogier hanowerski Romantic Boy w kłusie wyciągniętym podczas targów jeździeckich (Światowej Wystawy Jeździeckiej) "Equitana", Essen, Niemcy, marzec 2005

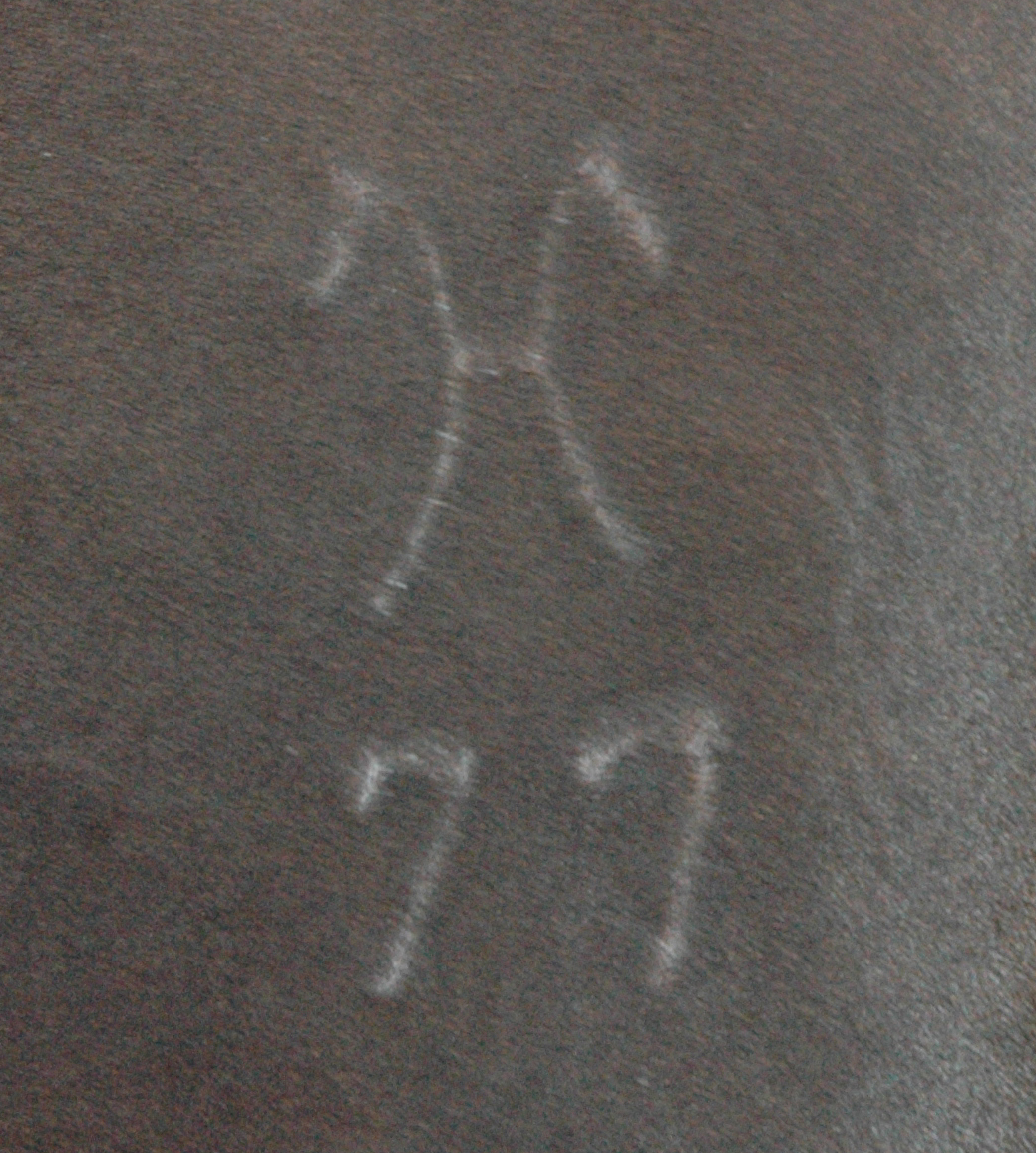
Znak palenia (piętno)

Koń hanowerski (hanower) – niemiecki wierzchowy koń gorącokrwisty o harmonijnej budowie ciała i zrównoważonej psychice. Występują wszystkie rodzaje maści. Znakowane piętnem. Uzyskuje wysokość około 162 – 175 cm. Pod względem ilości osobników jest jedną z najliczniejszych ras gorącokrwistych na świecie.

## Historia
Pierwotne pochodzenie konia hanowerskiego wywodzi się od mieszańców koni Europy południowej i wschodniej połączonych od I w.n.e. z końmi plemion germańskich (Tenkterer) z okolic dolnego Renu. Od VIII w. w związku z powstaniem ciężkiej jazdy zaczęto powiększać ich kaliber uzyskując konia typu cob mogącego nosić zakutych w żelazne zbroje średniowiecznych rycerzy. Jeszcze w XVIII w. hanowery były końmi ciężkimi.   
W 1714 Jerzy I Hanowerski wstąpił na tron brytyjski i oba kraje, tj. Hanower (Księstwo Brunszwiku i Lüneburga) i Wielka Brytania,  połączyła unią personalną. Dzięki temu w hanowerskiej hodowli koni wcześnie przystąpiono do krzyżowania z końmi pełnej krwi angielskiej. Gdy inne hodowle rozpoczynały dopiero krzyżowanie uszlachetniające pełną krwią, pogłowie koni hanowerskich było już w okresie konsolidacji – ustalenia i stabilizacji cech dziedzicznych. Ogiery hanowerskie wprowadzano więc do innych hodowli jako element szlachetny. Stadnina krajowa w Celle wyhodowała do czasów motoryzacji wiele bardzo dobrych koni roboczych i kawaleryjskich. W drugiej połowie XX w. konie utraciły swoje znaczenie w transporcie i pracach gospodarskich w rolnictwie. Pojawiło się zapotrzebowanie na konie turniejowe i do rekreacji. Koń hanowerski szybko i z powodzeniem zmienił swój eksterier przez dalszą domieszkę pełnej krwi angielskiej i czystej krwi arabskiej, co nastawiło hodowlę produkcję nowoczesnych koni do sportu jeździeckiego.
Klacze w celu oceny ich przydatności do hodowli poddawane są próbie terenowej polegającej na ocenie skoków swobodnych w pomieszczeniu, następnie są oceniane umiejętności skokowe na krótkim torze przeszkód składającym się z trzech przeszkód. Następnym etapem jest ocena podstawowych chodów pod własnym jeźdźcem z oceną podatności na pomoce. Ocenę kończy krótka jazda pod doświadczonym obcym jeźdźcem co pozwala ocenić jej właściwości jezdne i kończy się wystawieniem oceny.

## Wygląd zewnętrzny i charakter
Koń hanowerski to typowy koń sportowy. Hanower jest hodowany jako rasa szczególnie nadająca się do uprawiania sportów jeździeckich. Hodowla dąży do uzyskania koni, które są idealnymi końmi wyczynowymi i rekreacyjnymi ze względu na ich cechy wewnętrzne, łatwość powodowania (kierowania), wygląd zewnętrzny, ruch, zdolność skokową i zdrowie. Na tej podstawie celem jest hodowla koni z naciskiem na jedną z dyscyplin ujeżdżenia, skoków, czy WKKW. Mając na uwadze wyżej wymienione cechy, celem hodowli jest również hodowanie koni posiadających cechy przydatne w powożeniu.
Hanower charakteryzuje się pewnym chodem, co czyni go idealnym do uprawiania najważniejszych sportów. Można go używać w ujeżdżeniu, skokach przez przeszkody i WKKW. Jest uważany za łagodnego, uważnego, zrównoważonego. Hanower ma zrównoważony, mocny temperament, a także życzliwy, nieskomplikowany, ale wrażliwy charakter. Konie o trudnym charakterze nie są włączane do dalszej hodowli. Nadaje się również jako koń zaprzęgowy, myśliwski i rekreacyjny.

## Stowarzyszenie Hodowlane
Siedziba Stowarzyszenia Konia Hanowerskiego mieści się w Verden. Tam gromadzone są wszystkie dane i informacje w księgach stadnych i wydawane są paszporty koni. Związek jest również właścicielem Hanowerskiej Szkoły Jazdy i Powożenia, która szkoli jeźdźców, instruktorów i konie. W Polsce najsłynniejszą hodowlą koni Hanowerskich są: ,, Konie jak malowane" a źrebaki które się tam rodzą wywodzą się od topowych reproduktorów tej rasy..